# 청자 상감유로매죽문 편병
청자 상감유로매죽문 편병(靑磁 象嵌柳鷺梅竹文 扁甁)은 서울특별시 용산구, 삼성미술관 리움에 있는 고려시대의 청자이다. 2003년 12월 30일 대한민국의 보물 제1384호로 지정되었다.

## 개요
이 청자 상감유로매죽문편병은 전형적인 편병의 형태와 다양한 문양소재를 갖춘 대표적인 예라 할 수 있는데, 특히 어깨부분에 귀면(鬼面)을 붙여 장식효과를 높인 점이 눈에 띤다.
넓은 몸통을 크게 삼분하여 상단, 중단, 하단으로 구분하고 상단 어깨부분과 하단에는 서로 마주보는 연판문을 새겨 넣고, 중단의 평평한 면에는 능화형(菱花形)으로 화창(畵窓)을 새긴 후 그 안에 버드나무와 여러 마리의 새를 그려 넣었다. 중단의 둥근 측면에는 각각 세 줄기의 대나무와 가지가 Y자형으로 갈라진 활짝 핀 매화 한줄기를 새겨 넣었다. 어깨에 장식된 귀면조각은 이빨을 드러내고 있는데 입안으로 둥근 고리가 물려져 있는 모습이 자연스러워서 뛰어난 조각 솜씨임을 알 수 있다.
유약은 엷은 담회색을 띠며 유층에는 가는 기포가 꽉 차 있다. 백상감이 새겨진 부분의 유층은 소위 은화현상이라고 하는 넓은 균열이 있으며 흑상감은 안정되고 견고하며 차분하다. 굽은 단단하고 직선적으로 깎았으며, 안바닥이 낮고 접지면에 흑색과 백색 반점이 있는 가는 모래비짐을 받친 흔적이 남아 있다. 

## 같이 보기
- 청자

## 참고 자료
- 청자 상감유로매죽문 편병 - 국가유산청 국가유산포털